# Giorgio Cesana
Giorgio Cesana (* 14. April 1892 in Venedig; † 17. April 1967 in Lido di Venezia) war ein italienischer Ruderer. Er trat 1906 im Alter von erst 14 Jahren bei den Olympischen Zwischenspielen in Athen an und startete als Steuermann für das Team Bucintoro Venezia, das sich nach dem Bucentaur, dem repräsentativen Staatsschiff der Dogen von Venedig benannt hatte. Zu jener Zeit war es nicht ungewöhnlich, dass oftmals noch Jugendliche als Steuermänner fungierten. Mit seiner Mannschaft gewann er im Zweier und Vierer mit Steuermann insgesamt drei Goldmedaillen und war somit einer der erfolgreichsten Athleten der Spiele.